# Cantherhines macrocerus
Cantherhines macrocerus är en fiskart som först beskrevs av Hollard 1853.  Cantherhines macrocerus ingår i släktet Cantherhines och familjen filfiskar. Inga underarter finns listade.